# Chokehold
Chokehold es una banda vegan straight edge hardcore punk de Hamilton, Ontario, formada en 1990.
Fundados en 1990, estuvieron activos seis años, publicando dos álbumes: Prison of Hope (1993) y Content with Dying (1995). En 2015, la banda retornó a los escenarios, lanzando el álbum With This Thread I Hold On en abril del 2019.

## Historia

### Años noventa
Su primer lanzamiento fue el EP More Than Ever en 1991; seguido de un split con "Crisis of Faith" y el EP 7" Life Goes On, al año siguiente. Las inclinaciones anarquistas de Chokehold los diferenciaron de otras bandas vegan straight edge y/o hardline, como Earth Crisis, "Vegan Reich", y "Raid".
En 1993, la banda estrenó su primer álbum de larga duración: Prison of Hope, por el sello "Conquer the World Records". Posteriormente, "Bloodlink Records" publicó Instilled, un EP que generó controversia por sus letras políticas. "Anchor" como una canción antirreligión, "Mindset" contra la homofobia, y "Burning Bridges" como manifiesto de la liberación animal, humana y de la tierra: "Las empresas son conscientes de lo que la persona promedio no es, la violencia contra un carnista no va a liberar un millón de animales. Debes tomar medidas contra los que dirigen la industria, no contra a los que mintieron. Y para hacerlos caer debemos utilizar tanta violencia como ellos lo hacen. La liberación animal, la liberación de la Tierra, la liberación humana, sólo viene a través de la educación".
En 1995, los canadienses lanzaron Content With Dying. Junto con criticar la cultura capitalista, también lo hicieron hacia la gente pro vida. "Not a Solution" es una canción vehemente proelección, que dividió a la escena por este tópico. Incluso, casi llegaron a los golpes con la banda "Abnegation" en una presentación en vivo.
Fueron contactados por el sello alemán "Mad Mob Records" en 1996, grabando cuatro nuevas canciones para un split con una banda alemana similar: "Feeding the Fire", aunque esto no se concretó debido a la separación de Chokehold. Su último show fue en marzo, en el festival "New Bedford Fest" de Massachusetts. Los temas grabados para el split fueron incluidos en el 7" Tooth and Nail, publicado por "Jawk Records". 
Tras el quiebre, los miembros tocaron en diversas agrupaciones, como: "The Swarm", "Brutal Knights", "Left for Dead", "Haymaker", "Our War", y "Seventy-Eight Days".

### Reunión
En 2015, versiones remasterizadas de sus dos álbumes fueron lanzadas en vinilo 12", por el sello A389. A raíz de esto, la banda volvió a presentarse en vivo tras casi veinte años de hiato. Supuestos comentarios –y una subsiguiente confrontación– en su primera presentación los llevaron a ser catalogados de racistas; lo cual tanto Chokehold como su sello discográfico negaron rotundamente.
En septiembre del 2016, el grupo estuvo de gira por Japón, realizando cinco fechas.
Tras presentaciones esporádicas, la banda entró –como trío– a estudio, para grabar un nuevo álbum. En marzo de 2019, el sencillo "2.0" fue estrenado en plataformas digitales. En palabras de Logan, "2.0" trata de la naturaleza pleitista de la comunidad hardcore, y el efecto que le han inculcado las redes sociales, dividiendo inconscientemente a personas con ideas afines.
El álbum With This Thread I Hold On fue lanzado el 19 de abril, con seis nuevas canciones y dos regrabaciones ("Instilled" y "Underneath"). En septiembre, Chokehold fue parte del festival "Mosh For Paws", en Mesa, Arizona.

## Miembros
| Miembros actuales - Chris Logan – voz - Josh Fletcher – guitarras, bajo - Matt Beckman – batería | Miembros anteriores - Jeff Beckman – guitarras - Jon Sharron – bajo - Sandy Robertson – guitarras, bajo |

## Discografía
Álbumes de estudio
- Prison of Hope (1993, Conquer the World) – Relanzado en 1994 como compilación en CD, con varios bonustracks.
- Content with Dying (1995, Bloodlink/The Great American Steak Religion)
- With This Thread I Hold On (2019, Good Fight Music)

EPs, sencillos y maquetas
- The Whole World Is an Addiction tape (1991)
- Life Goes On 7" (1992, Arm's Reach)
- More Than Ever tape (1992, Arm's Reach)
- Instilled 7" (1994, Bloodlink)
- Tooth and Nail 7" (1997, Jawk)
- We're Not Gonna Take It flexi 7" (2015, A389)

Álbumes compilatorios
- Chokehold 12" (2015, A389)
- Sell It For What It's Worth Box Set (2016, A389)  – Box set que incluye tres 12", un flexi 7" y un tape.
- Discography 3xCD[13] (2016, Cosmic Note)

Splits
- Chokehold / Crisis of Faith 7" (1992, Grinding Edge)
- Chokehold / Left for Dead (1996, Rhythm of Sickness)